# Consejero del rey
En ciertos países de la Commonwealth, un consejero del rey en inglés: King's Counsel —o  consejero de la reina en inglés: Queen's Counsel cuando la monarca es una mujer— es un eminente jurista designado por patente real. El primer consejo de la reina extraordinario fue sir Francis Bacon, a quien se le dio una patente con prioridad en la Barra en 1597, y formalmente nombrado para el Consejo del rey en 1603.
El puesto de consejero del rey es un estatus honorífico conferido por la Corona por patente real y reconocida en los tribunales. Los nombramientos se realizan sobre la base del mérito y de un determinado nivel de experiencia. En general, debe haber sido por lo menos 15 años abogado (habitualmente un barrister, mas en Escocia, un advocate).
En algunos países, el asesor de la reina fue sustituido por un título menos monárquico, como Senior Counsel o State Counsel. En Canadá, la práctica ha hecho caer en desuso tal detalle: en Quebec y Ontario las nominaciones cesaron respectivamente en 1976 y en 1985, y a nivel federal la práctica cesó en 1993.
En Inglaterra y en País de Gales, un consejero de la Reina puede portar una toga de seda de un diseño especial.
En 1839, había 70 Queen's Counsel. Para 1882, 187. En 1897, eran 238. En 1959, Queen's Counsel eran 181. En cada uno de los cinco años hasta 1970, el número fue 208, 209, 221, 236, y 262, respectivamente. Y, de 1973 a 1978, 329, 345, 370, 372, 384, y 404, respectivamente. En 1989, 601. Y, de 1991 a 2000, los Counsels fueron 736, 760, 797, 845, 891, 925, 974, 1006, 1043, y 1072, respectivamente.